# Tandem (kerékpár)

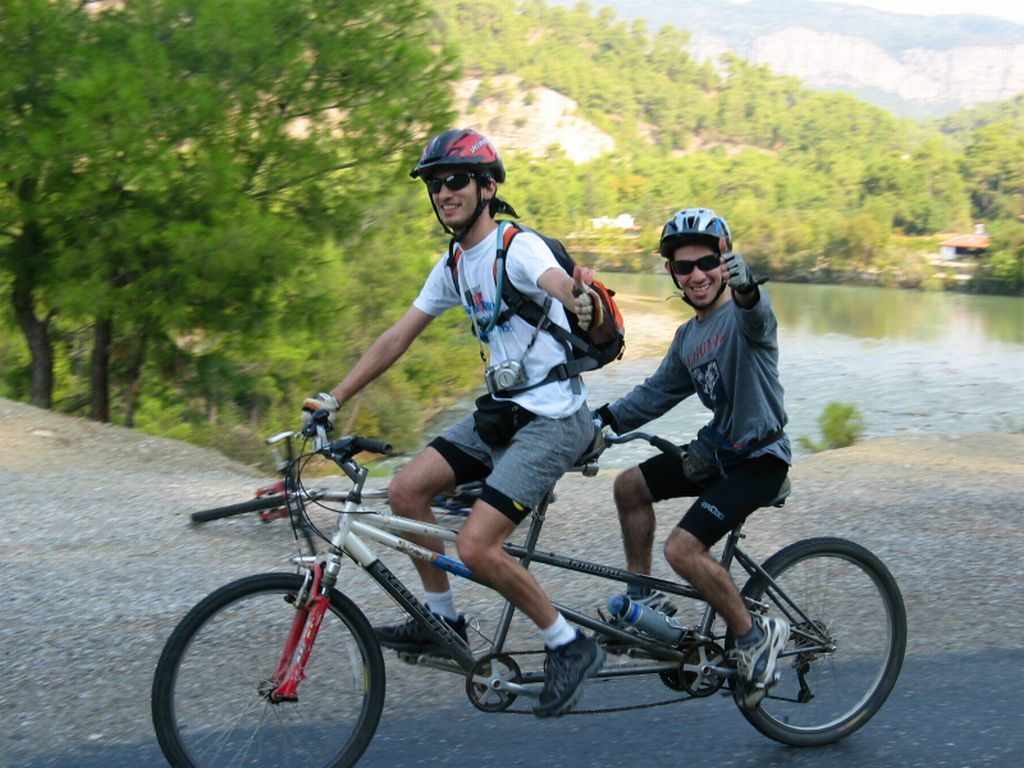
Egy tandem mountain bike

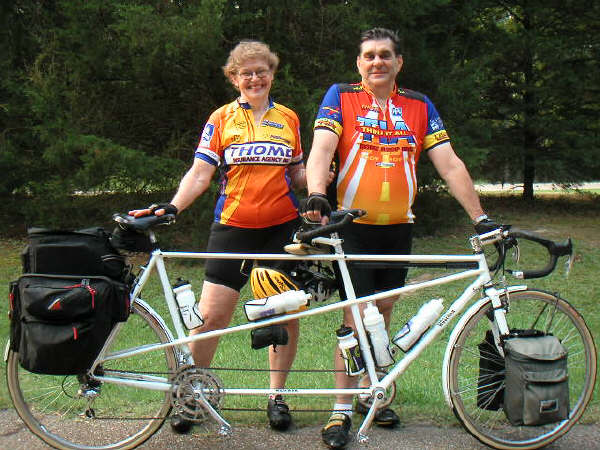
Egy tandem megrakva túrakerékpározásra, első és hátsó túratáskákkal

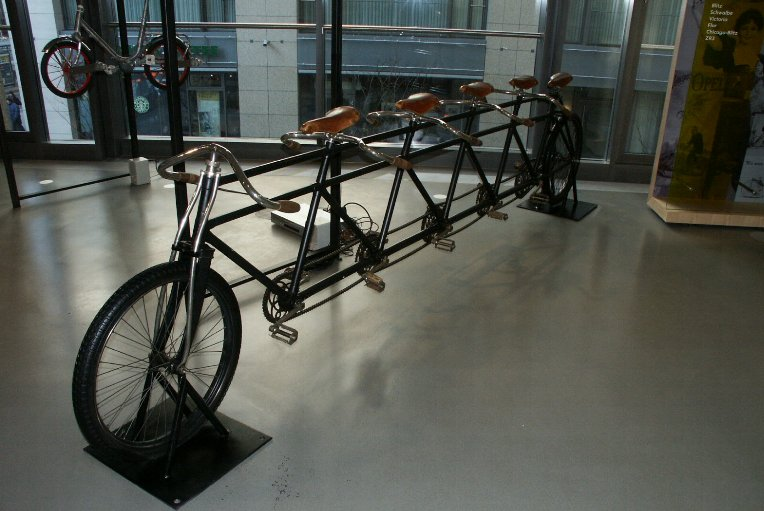
Egy nagy tandem, pontosabban a quint (5 személynek)

A tandem kerékpár vagy twin a kerékpár egy fajtája (néha tricikli), ami több mint egy emberre tervezett. A tandem
kifejezés az ülésrendre utal (egymás után, nem egymás mellett), nem a személyek számára. A kétszemélyes, egymás melletti elrendezésű kerékpárt társas kerékpárnak nevezik.

## Története
A tandem kerékpárok szabadalmának ideje az 1890-es évek végére tehető.  1898-ban Mikael Pedersen kifejlesztette a saját kétszemélyes tandemét, a Pedersen bicycle-t, ami 24 fontot (10,8 kg), és egy négyszemélyeset, vagy "quad"-ot, ami 64 fontot (29 kg) nyomott . Ezek a Második búr háború alatt is használatban voltak. A tandem népszerűsége hanyatlani kezdett a második világháború után, majd a '60-as években újra felelevenedett. Az Egyesült Királyságban 1971-ben megalapították a  The Tandem Club-ot, új tandemek érkeztek a boltokba francia cégektől, mint a  Lejeune és a Gitane. 1967-ben az USA-ban Bill McReady megalapította a Santana Cycles-t. A modern technológia elősegítette az alkatrészek fejlődését és a váz kialakítását, és sok tandem olyan jól felépített lett, mint a modern csúcskategóriás országúti-, illetve terepkerékpárok.

## Teljesítmény
A hagyományos kerékpárokhoz képest a tandem kétszeres pedálozási teljesítménnyel rendelkezik, sebessége kétszerezése nélkül, és csak kicsiny súrlódási veszteség lép fel a hajtásnál. Légellenállása nagyjából akkora, mint a hagyományos kerékpároknak. A nagy teljesítményű tandemek súlya kisebb, mint két hagyományos kerékpár súlya összesen, ezért a teljesítmény-súly arány  jobb, mint egy egyszemélyes kerékpárosnak. Sík terepen és lejtőn a legtöbb energia a légellenállás leküzdésére fordítódik, így a tandemek nagyobb sebességet érnek el, mint ugyanazon kerékpárosok külön-külön. Emelkedőkön nem feltétlenül lassabbak, de azért érzékelhető a különbség. A kerékpárosok között az összhangnak nagynak kell lennie, főleg, ha fizikai képességeik eltérőek, mert akkor kompromisszumot kell kötniük a ritmusban.

## Terminológia
A hagyományos tandemeket az első kerékpáros irányítja, ahogy a pedálokat is, aki úgy ismeretes, mint kapitány, vezető, vagy kormányzó; a hátsó kerékpáros csak a pedálokat tekeri, aki a navigátor, vagy a hátsó admirális. A legtöbb tandemen a két hajtókar mechanikusan kapcsolódik lánc által, amik ugyanazon az áttételen működnek. Ahogy az idő haladt előre, a 'kapitány' és 'navigátor' kifejezések használata átalakult a 'tandem kerékpárosai'-ra.[forrás?]

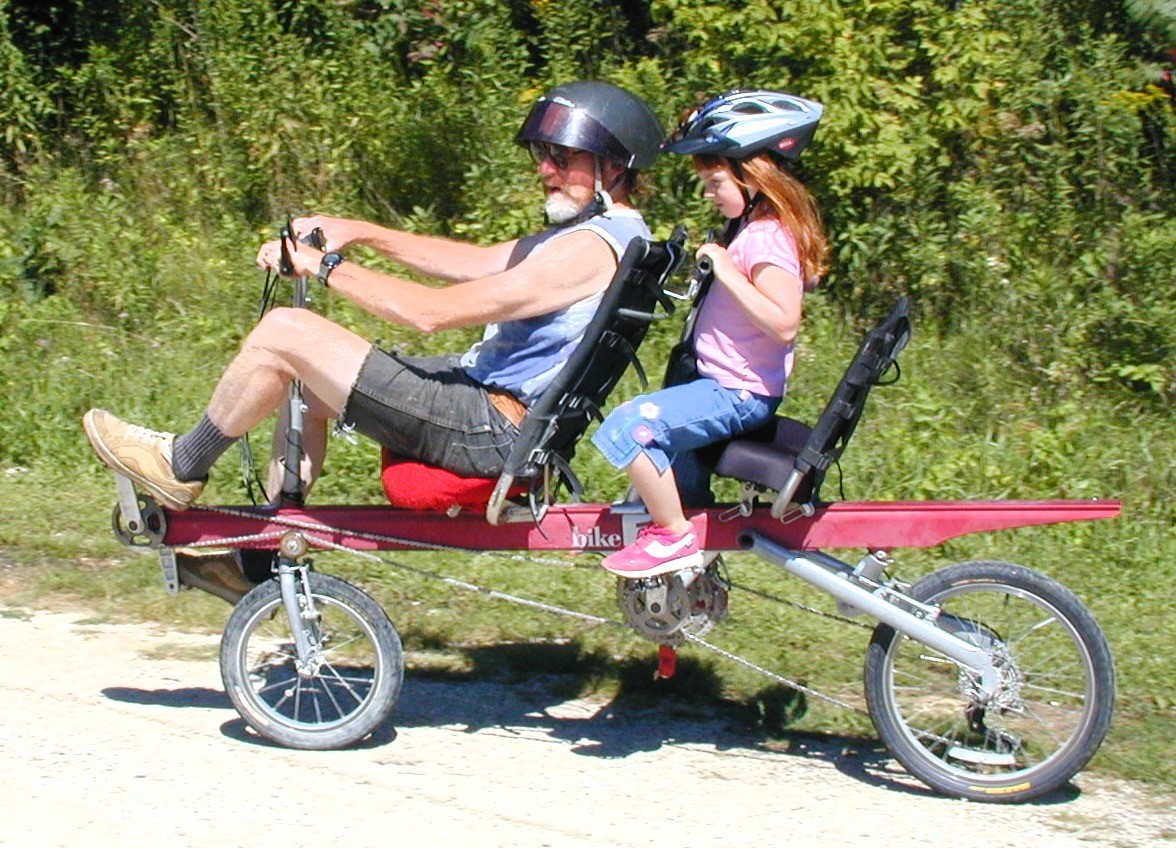
Egy tandem rekumbens.

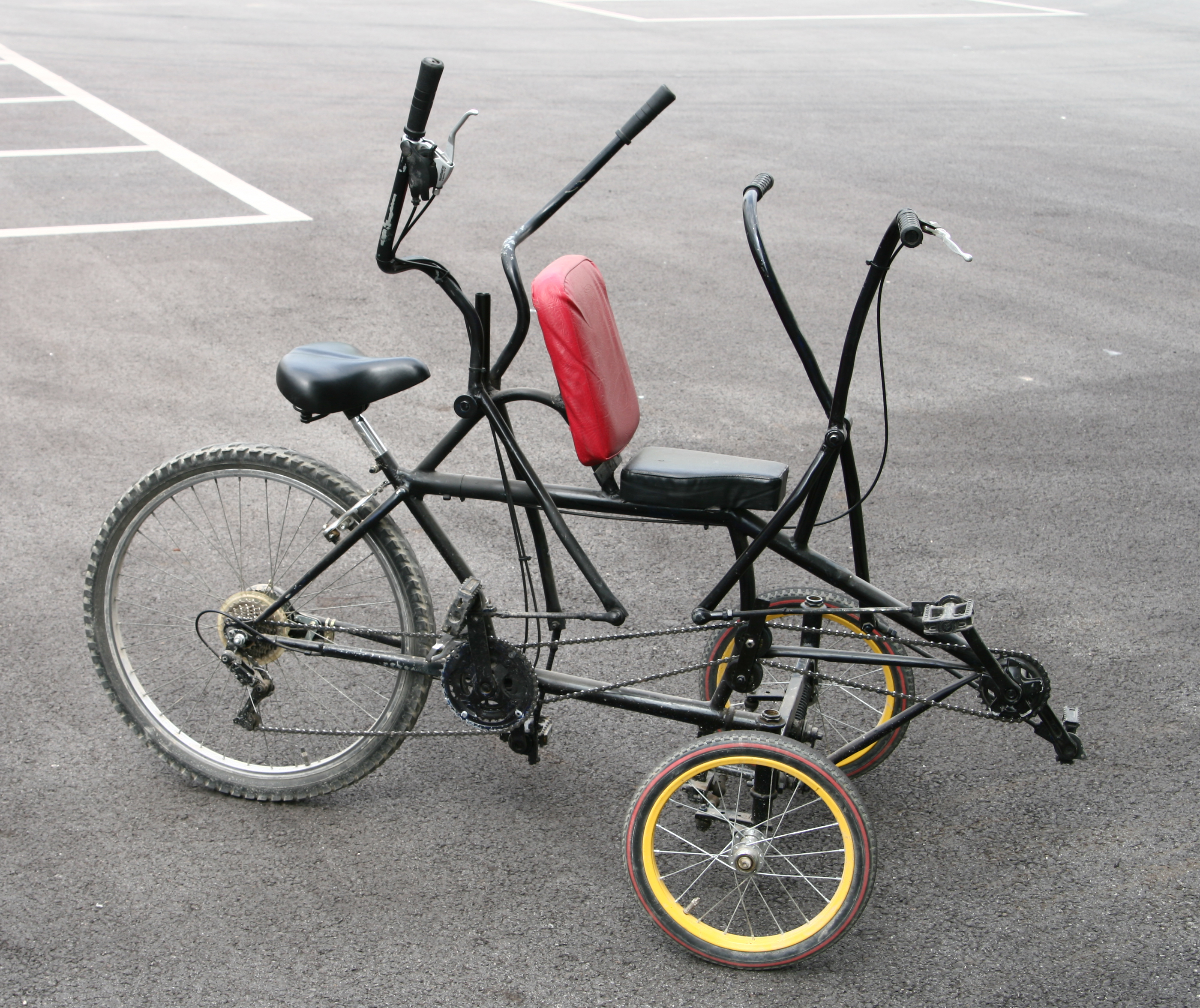
Kézzel és lábbal hajtható trike.

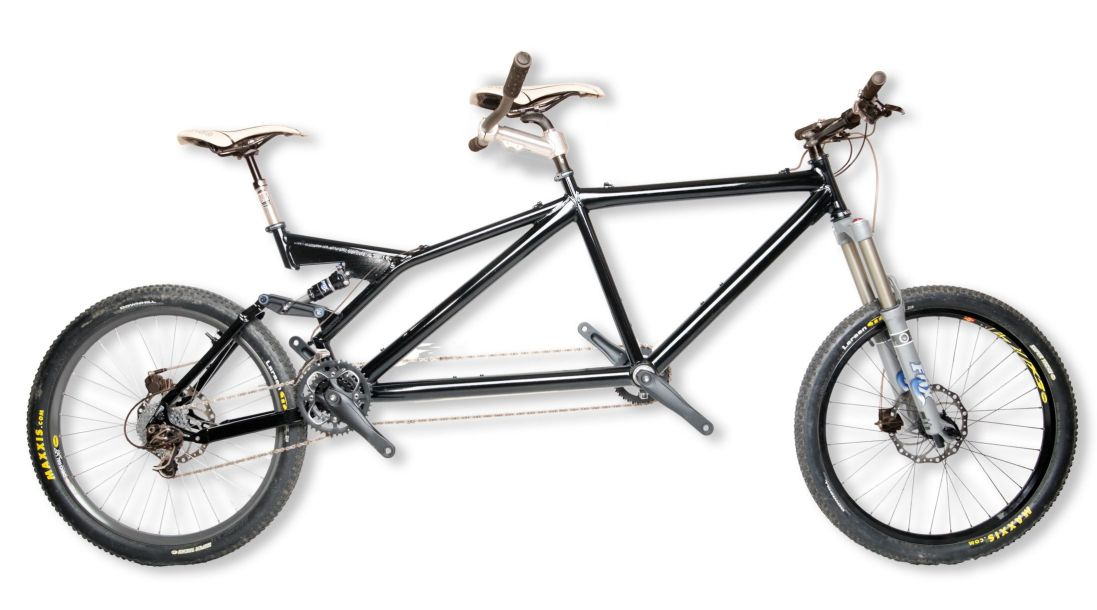
Összteleszkópos mountain bike tandem